# Heavy Traffic (album)
Heavy Traffic è il 25° album di studio inciso dalla rock band inglese Status Quo, pubblicato per la prima volta il 23 settembre del 2002.

## Il disco

### Concezione
Il ritorno alla collaborazione della storica coppia di autori Francis Rossi/Bob Young dopo oltre 20 anni genera nuova linfa creativa e porta alla scrittura di brani quali All Stand Up, Rhythm of Life e Solid Gold, assai vicini per genere e stile ad alcuni dei maggiori successi ottenuti dal gruppo nell'epoca d'oro degli anni settanta.

### Contenuti
Vista la linea stilistica dei nuovi pezzi e al fine di valorizzarne al massimo le potenzialità, il produttore Mike Paxman decide di far suonare il gruppo in studio con tutta la strumentazione da concerto, come se si esibisse dal vivo: le vivaci sezioni ritmiche e le solide armonie boogie rock risultano esaltate dalla qualità del sound e si accompagnano a testi leggeri, disimpegnati e talvolta anche nonsense secondo il classico stile della band.
È il primo album realizzato con il contributo del nuovo energico batterista Matt Letley.

### Pubblicazione
Nell'estate del 2002, nel sito ufficiale degli Status Quo viene pubblicata la tracklist del nuovo album e frammenti di alcuni brani vengono resi disponibili per l'ascolto in anteprima in versione mp3. Il 30 luglio viene organizzata la presentazione del nuovo disco sulla Ark Royal, la portaerei ammiraglia della Marina britannica, sul cui ponte suonano alla presenza di 400 giornalisti e cento fedelissimi del fan-club inglese estratti a sorte. Il 5 agosto viene rilasciato il singolo Jam Side Down. L'album Heavy Traffic viene pubblicato il 23 settembre 2002: contiene 14 tracce nella versione britannica, 13 in quella distribuita nel resto del mondo.

### Accoglienza
Il ritrovato estro creativo, l'equilibrio tra il nuovo sound e le tradizionali atmosfere rock, il pregio delle composizioni e la freschezza complessiva del tratto espressivo inducono la critica britannica ad accogliere con favore il prodotto, ancora oggi considerato uno dei dischi migliori incisi dagli Status Quo.
L'album va al n. 15 UK e da esso vengono estratti i due singoli Jam Side Down (n. 17 UK) e All Stand Up (n. 51).
Nota:
col brano Jam Side Down gli Status Quo divengono gli unici artisti ad essere entrati nelle Top 20 inglesi dei singoli più venduti per cinque decenni consecutivi. Verranno raggiunti nel 2003 dai Rolling Stones (con il singolo Sympathy for the Devil) con i quali condividono tutt'oggi il record.

## Tracce
1. Blues and Rhythm - 4:29 - (Rossi/Bown)
2. All Stand Up (Never Say Never) - 4:08 - (Rossi/Young)
3. The Oriental - 4:29 - (Rossi/Edwards)
4. Creepin' Up on You - 5:01 - (Parfitt/Edwards)
5. Heavy Traffic - 4:23 - (Rossi/Young/Edwards)
6. Solid Gold - 4:14 - (Rossi/Young)
7. Green - 3:35 - (Bown)
8. Jam Side Down - 3:27 - (Britten/Dore)
9. Diggin' Burt Bacharach - 2:32 - (Rossi/Young)
10. Do It Again - 3:39 - (Edwards/Bown)
11. Another Day - 3:47 - (Rossi/Young)
12. I Don't Remember Anymore - 3:38 - (Bown)
13. Rhythm of Life - 5:05 - (Rossi/Young)

### Traccia bonus per l'edizione britannica
1. Money Don't Matter - 3:45 - (Rossi/Young)

## Deluxe Edition 2022
Il 30 settembre 2022, viene pubblicata la deluxe edition dell'album contenente tre CD.
Nel primo disco viene riprodotto fedelmente l'album del 2002, con il sound completamente restaurato e rimasterizzato.
Nel secondo CD sono inclusi i pezzi pubblicati quali "Lato B" dei singoli, alcuni demo (tra cui quello del brano Let's Start Again, mai inciso in versione definitiva) e 10 brani dal vivo tratti da un'esibizione presso l'Heitere Open-Air Festival, Zofingen, Svizzera, del 10 agosto 2003.
Nel terzo CD è inclusa la prosecuzione del concerto in Svizzera del 10 agosto 2003.
Il libretto, oltre a varie foto del periodo di incisione dell'album, contiene interviste ai componenti del gruppo e ampie note illustrative redatte a cura di Dave Ling, critico delle riviste musicali britanniche Classic Rock e Metal Hammer.

### Tracce Deluxe Edition
CD 1
Contiene l'album originale del 2002, in versione restaurata e rimasterizzata.
1. Blues and Rhythm - 4:29 - (Rossi/Bown)
2. All Stand Up (Never Say Never) - 4:08 - (Rossi/Young)
3. The Oriental - 4:29 - (Rossi/Edwards)
4. Creepin' Up on You - 5:01 - (Parfitt/Edwards)
5. Heavy Traffic - 4:23 - (Rossi/Young/Edwards)
6. Solid Gold - 4:14 - (Rossi/Young)
7. Green - 3:35 - (Bown)
8. Jam Side Down - 3:27 - (Britten/Dore)
9. Diggin' Burt Bacharach - 2:32 - (Rossi/Young)
10. Do It Again - 3:39 - (Edwards/Bown)
11. Another Day - 3:47 - (Rossi/Young)
12. I Don't Remember Anymore - 3:38 - (Bown)
13. Money Don't Matter - 3:45 - (Rossi/Young)
14. Rhythm of Life - 5:05 - (Rossi/Young)

CD 2
Contiene i pezzi pubblicati quali "Lato B" dei singoli, alcuni demo (tra cui quello del brano Let's Start Again, mai inciso in versione definitiva) e 10 brani dal vivo tratti da un'esibizione presso l'Heitere Open-Air Festival del 10 agosto 2003.
1. The Madness - 3:56 - (Parfitt/Edwards) - Lato B del singolo Jam Side Down.
2. You Let Me Down - 5:03 - (Rossi/Young) - Lato B del singolo All Stand Up.
3. Let's Start Again - 3:57 - (Rossi/Young) - Studio demo 2001.
4. All Stand Up - 3:05 - (Rossi/Young) - Studio demo 2001.
5. Solid Gold - 3:41 - (Rossi/Young) - Studio demo 2001.
6. Caroline - 6:12 - (Rossi/Young) - Live Heitere Open-Air Festival, Zofingen, Svizzera, 10 agosto 2003.
7. The Wanderer - 2:51 - (Maresca) - Live Heitere Open-Air Festival, Zofingen, Svizzera, 10 agosto 2003.
8. Something 'Bout You Baby I Like - 2:19 - (Supa) - Live Heitere Open-Air Festival, Zofingen, Svizzera, 10 agosto 2003.
9. Don't Waste My Time - 5:26 - (Rossi/Young) - Live Heitere Open-Air Festival, Zofingen, Svizzera, 10 agosto 2003.
10. Forty-Five Hundred Times - 4:52 - (Rossi/Parfitt) - Live Heitere Open-Air Festival, Zofingen, Svizzera, 10 agosto 2003.
11. Rain - 6:04 - (Parfitt) - Live Heitere Open-Air Festival, Zofingen, Svizzera, 10 agosto 2003.
12. All Stand Up - 4:05 - (Rossi/Young) - Live Heitere Open-Air Festival, Zofingen, Svizzera, 10 agosto 2003.
13. Solid Gold - 4:46 - (Rossi/Young) - Live Heitere Open-Air Festival, Zofingen, Svizzera, 10 agosto 2003.
14. Heavy Traffic - 4:09 - (Rossi/Young/Edwards) - Live Heitere Open-Air Festival, Zofingen, Svizzera, 10 agosto 2003.
15. Creepin' Up on You - 5:08 - (Parfitt/Edwards) - Live Heitere Open-Air Festival, Zofingen, Svizzera, 10 agosto 2003.

CD 3
Contiene la prosecuzione del concerto presso l'Heitere Open-Air Festival, Zofingen, Svizzera, 10 agosto 2003.
1. Mystery Medley - 11:58 - (autori vari) - Live Heitere Open-Air Festival, Zofingen, Svizzera, 10 agosto 2003.
2. Gerdundula - 5:49 - (Manston/James) - Live Heitere Open-Air Festival, Zofingen, Svizzera, 10 agosto 2003.
3. Big Fat Mama - 5:07 - (Rossi/Parfitt) - Live Heitere Open-Air Festival, Zofingen, Svizzera, 10 agosto 2003.
4. Roll Over Lay Down - 6:26 - (Rossi/Young/Parfitt/Lancaster/Coghlan) - Live Heitere Open-Air Festival, Zofingen, Svizzera, 10 agosto 2003.
5. Down Down - 5:26 - (Rossi/Young) - Live Heitere Open-Air Festival, Zofingen, Svizzera, 10 agosto 2003.
6. Whatever You Want - 5:29 - (Parfitt/Bown) - Live Heitere Open-Air Festival, Zofingen, Svizzera, 10 agosto 2003.
7. Rockin' All Over the World - 6:36 - (Fogerty) - Live Heitere Open-Air Festival, Zofingen, Svizzera, 10 agosto 2003.
8. Junior's Wailing - 2:18 - (White/Pugh) - Live Heitere Open-Air Festival, Zofingen, Svizzera, 10 agosto 2003.
9. Encore Medley - 7:14 - (autori vari) - Live Heitere Open-Air Festival, Zofingen, Svizzera, 10 agosto 2003.

## Formazione
- Francis Rossi (chitarra solista, voce)
- Andy Bown (tastiere, chitarra, armonica a bocca)
- Rick Parfitt (chitarra ritmica, voce)
- John 'Rhino' Edwards (basso, chitarra, voce)
- Matt Letley (percussioni)

## Altri musicisti
- Tonto (cori in All Stand Up)
- Toot (cori in All Stand Up)